# 海底軍艦
『海底軍艦』（日文原名：海底軍艦）是1963年12月22日上映的日本特攝電影，由東寶株式會社製作，原作為押川春浪。

## 劇情概要
穆海底帝國大舉出兵進攻地上人，引起世界震撼，日本為了維護世界和平，研發了海底軍艦，和海底人決一死戰。

## 登場怪獸
- 曼達

## 演員
- 旗中進：高島忠夫
- 神宫司真琴：藤山陽子
- 伊藤刑事：小泉博
- リマコ（水着モデル）：北あけみ
- 楠見元技術少將：上原謙
- 神宮司八郎大佐：田崎潤
- 西部善人：藤木悠
- 防衛廳長官：高田稔
- 防衛廳幹部：藤田進
- 海野魚人（雜誌記者）：佐原健二
- 穆帝國工作隊23號：平田昭彦

## 製作人員
- 監製：田中友幸
- 音樂：伊福部昭
- 導演：本多豬四郎
- 特技導演：圓谷英二